# Festival de cortometrajes Sonorama
El Festival de cortometrajes Sonorama, inicialmente llamado "Concurso nacional de cortometrajes Sonorama", es un festival anual de cortometrajes que se celebró en la localidad burgalesa de Aranda de Duero (España) desde el año 2000 hasta 2012. Estaba organizado por la asociación cultural, y sin ánimo de lucro, Art de Troya, y encuadrado dentro del Festival Sonorama.
En él podía participar cualquier corto de ficción, animación o documental, producido en España o de autor español.

## Historia
Durante la III edición del festival Sonorama, el 23 de agosto de 2000, se celebró el "I concurso nacional de cortometrajes Sonorama", durante el cual se proyectaron los cortos ganadores y se entregaron los premios, siendo el presidente del jurado, el escritor y periodista de Radio 3 de Radio Nacional de España, Sabas Martín.
A partir de la VI edición, en 2005, el festival se consolida, lo que lleva a la organización, en la VII edición de 2006, a cambiar sus fechas al último trimestre del año, para diferenciarlo del festival de música y ofrecerle así mayor relevancia. Desde entonces se reciben cada año unos 250 cortometrajes, de los cuales se seleccionan veinticinco que a su vez optan a los cinco premios del festival. Estos premios se hacen públicos en la gala de entrega de premios que se celebra cada diciembre en Aranda de Duero.

## Premios
Aunque las modalidades y cuantía de los premios han variado en cierta medida en las distintas ediciones, en la actualidad el festival entrega 5 premios:
- Primer Premio del Jurado, dotado con 2.000€.
- Segundo Premio del Jurado, dotado con 1.000€.
- Premio Joven, dotado con 1.000€.
- Premio del Público, dotado con 1.000€.
- Premio “Antonio Blázquez” de la Organización, dotado con 1.000€.

En concreto, el Premio Joven se instauró en la IX edición de 2008, y tiene como característica el ser un premio del público votado por los alumnos de los Institutos de Educación Secundaria de Aranda de Duero y su comarca. En la XI edición de 2010, más de 700 jóvenes de entre 15 y 18 años votaron para este premio.

## Palmarés

### VII Festival de Cortos Sonorama 2006
- Primer Premio del Jurado: Anonymous, de Feng Shui Films.
- Segundo Premio del Jurado: Sintonía, de José Mari Goneaga.
- Tercer Premio del Jurado: La guerra, de Luis Berdejo y Jorge Dorado.
- Premio del Público: Choque, de Nacho Vigalondo.
- Premio “Antonio Blázquez” de la Organización: Ropa ajustada, de Antonio Ramón.

### VIII Festival de Cortos Sonorama 2007
- Primer Premio del Jurado: Niños que nunca existieron, de David Valero.
- Segundo Premio del Jurado: Nasija, de Guillermo Ríos.
- Premio de Castilla y León: I want to be a pilot, de Diego Quemada-Díez.
- Premio del Público: Nasija, de Guillermo Ríos.
- Premio “Antonio Blázquez” de la Organización: Sin plomo, de Jorge Saavedra Mancebo.

### IX Festival de Cortos Sonorama 2008
En la IX edición los ganadores fueron:
- Mejor Corto de Ficción: Miente, de Isabel de Ocampo.
- Mejor Corto de Animación: Revolt of the mouses, de David Gen.
- Premio Joven: Dibujo de David, de Iván Morales.
- Premio del Público: Miente, de Isabel de Ocampo.
- Premio “Antonio Blázquez” de la Organización: After shave, de Daniel Castro.

### X Festival de Cortos Sonorama 2009
- Mejor Corto de Ficción: Die Schneider Krankheit, de Javier Chillón.
- Mejor Corto de Animación: El pintor de cielos, de Jorge Morais.
- Premio Joven: Runners, de Marcos Reixach.
- Premio del Público: Socarrat, de David Moreno.
- Premio “Antonio Blázquez” de la Organización: On the line, de Jon Garaño.

### XI Festival de Cortos Sonorama 2010
En la XI edición los ganadores fueron:
- Primer Premio del Jurado: Picnic, de Gerardo Herrero Pereda.
- Segundo Premio del Jurado: La historia de siempre, de José Luis Montesinos.
- Premio Joven: La historia de siempre, de José Luis Montesinos.
- Premio del Público: El ambidiestro, de Antonio Palomino.
- Premio “Antonio Blázquez” de la Organización: Voltereta, de Alexis Morante.

### XII Festival de Cortos Sonorama 2011
En la XII edición los ganadores fueron:
- Primer Premio del Jurado: Dinero fácil, de Carlos Montero.
- Segundo Premio del Jurado: Vicenta, de Samuel Ortí.
- Premio Joven: Vicenta, de Samuel Ortí.
- Premio del Público: Desastre(s), de Iván Cortazar.
- Premio “Antonio Blázquez” de la Organización: La gran Carrera, de Kote Camacho.

### XIII Festival de Cortos Sonorama 2012
En la XIII edición los ganadores fueron:
- Primer Premio del Jurado: La medio pena, de Sergio Barrejón.
- Segundo Premio del Jurado: The yellow ribbon, de Carlos Marques.
- Premio Joven: Ngutu, de Felipe del Olmo y Daniel Valledor.
- Premio del Público: Ella, de Juan Montes de Oca.